# Les Rousses
Les Rousses is een gemeente in het Franse departement Jura (regio Bourgogne-Franche-Comté). De gemeente telde 3.702 inwoners op 1 januari 2022. De plaats maakt deel uit van het arrondissement Saint-Claude en ligt vlak bij de grens met Zwitserland.

## Geografie
De oppervlakte van Les Rousses bedroeg op 1 januari 2022 38 vierkante kilometer; de bevolkingsdichtheid was toen 97,4 inwoners per km². Enkele huizen van het Zwitserse dorp La Cure liggen in Les Rousses. In de gemeente ligt een meer, het Lac des Rousses.
De onderstaande kaart toont de ligging van Les Rousses met de belangrijkste infrastructuur en aangrenzende gemeenten.

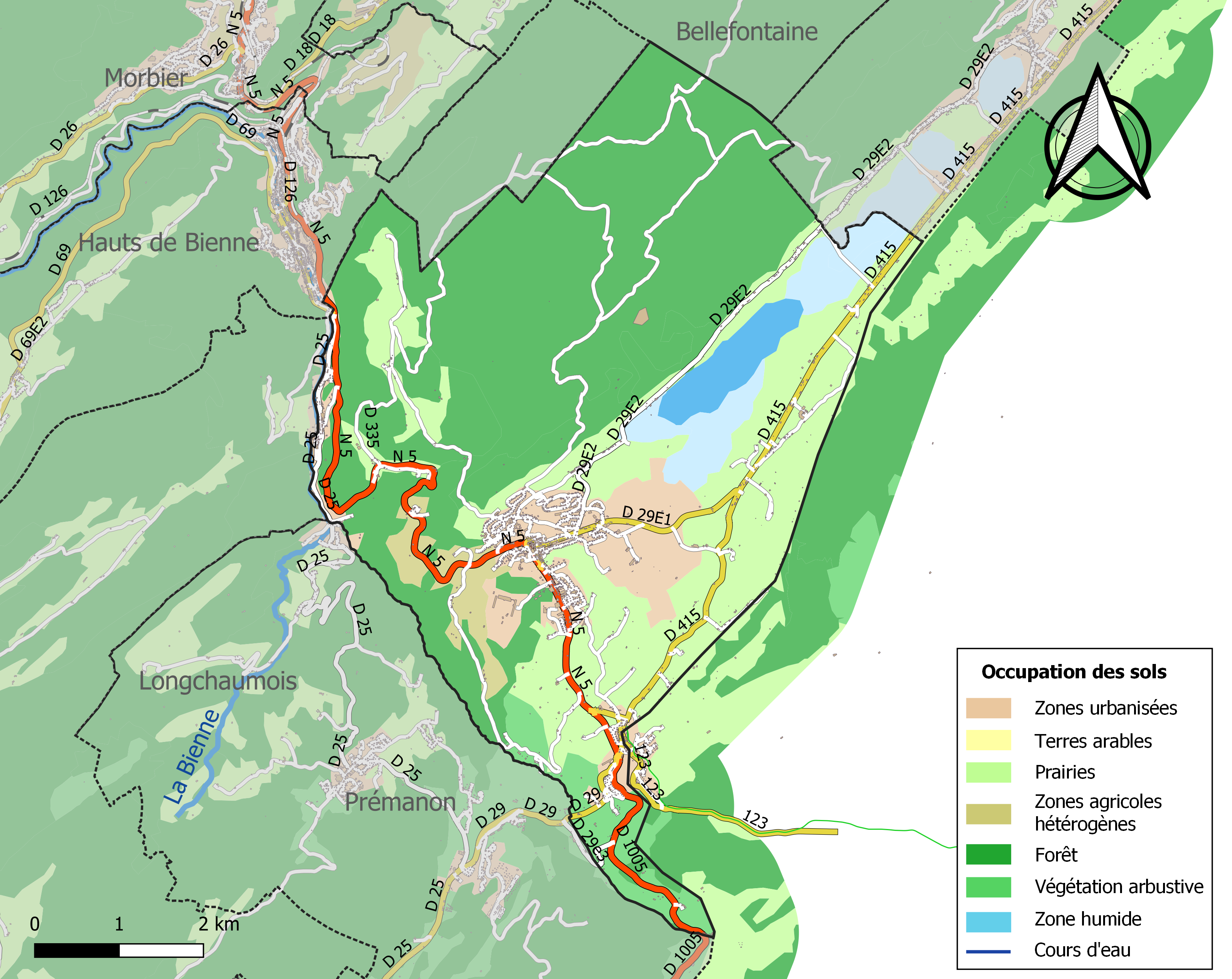

## Sport
Les Rousses was twee keer etappeplaats van een etappe in de Tour de France. Beide keren lag de eindstreep bergop in het skigebied Station des Rousses. In 2010 won Sylvain Chavanel er en in 2017 klopte Lilian Calmejane Robert Gesink er in de strijd om de dagzege.

## Demografie
Onderstaande figuur toont het verloop van het inwonertal (bron: INSEE-tellingen).